# 丸広百貨店川越店
丸広百貨店川越店（まるひろひゃっかてんかわごえてん）は、埼玉県川越市新富町、クレアモール沿いにある丸広百貨店の店舗の1つ。同百貨店の事実上の本店である。

## 概要
1951年（昭和26年）10月15日の川越まつりが行われている日に開店し、丸広百貨店の中では飯能店に次ぐ老舗店舗で川越市唯一の百貨店である。川越駅からはやや離れているが、川越駅と本川越駅や、観光地となっている蔵造り保存地区を結ぶ繁華な商店街クレアモール上に位置し、店舗面積は26,156m2と大きいため、川越市街地の核店舗的存在となっている。
当初は、川越の中心部であった蔵造通りの仲町、山吉デパート（保岡勝也設計）跡の建物に出店し地域一番店として繁盛していたが、創業者の大久保竹治は欧米の小売業を視察した際に日本にもマイカー時代が到来すると確信し、1964年（昭和39年）当時、川越の繁華街から大きくはずれていた土地に1000台分の駐車場を備える新店舗の建設を提案した。社内では大反対を受けたが、これを押し切り現在地に川越本店を移転させた。
川越は江戸時代から多くの商人が店を開き、人も周辺の町から多く集まる土地柄で、小売業の主役が百貨店から総合スーパーに移った時代には西友やニチイ、長崎屋などが川越に出店したが、当店は数度にわたる増床と百貨店としてのみならず生活用品まで幅広い品揃えをおこなったことや、東松山店出店のきっかけとなる移動販売等、地域に根差した商売と大規模駐車場で対抗し、結果的に社長の英断が功を奏し大繁盛するに至った。しかし90年代半ばになると周辺に大規模総合スーパーなどが増えてきたため、差別化のために1998年（平成10年）Open the department store宣言をおこない、何でもあることが強みだった品揃えからファッションとギフトを中心とした都市型百貨店に転換した。
また当店周辺に商業が集積し、川越の中心部が蔵造り地区から新富町へと移った。当店を核に形成されたクレアモールは2011年現在、埼玉県NO.1の通行量を誇る商店街に成長した。

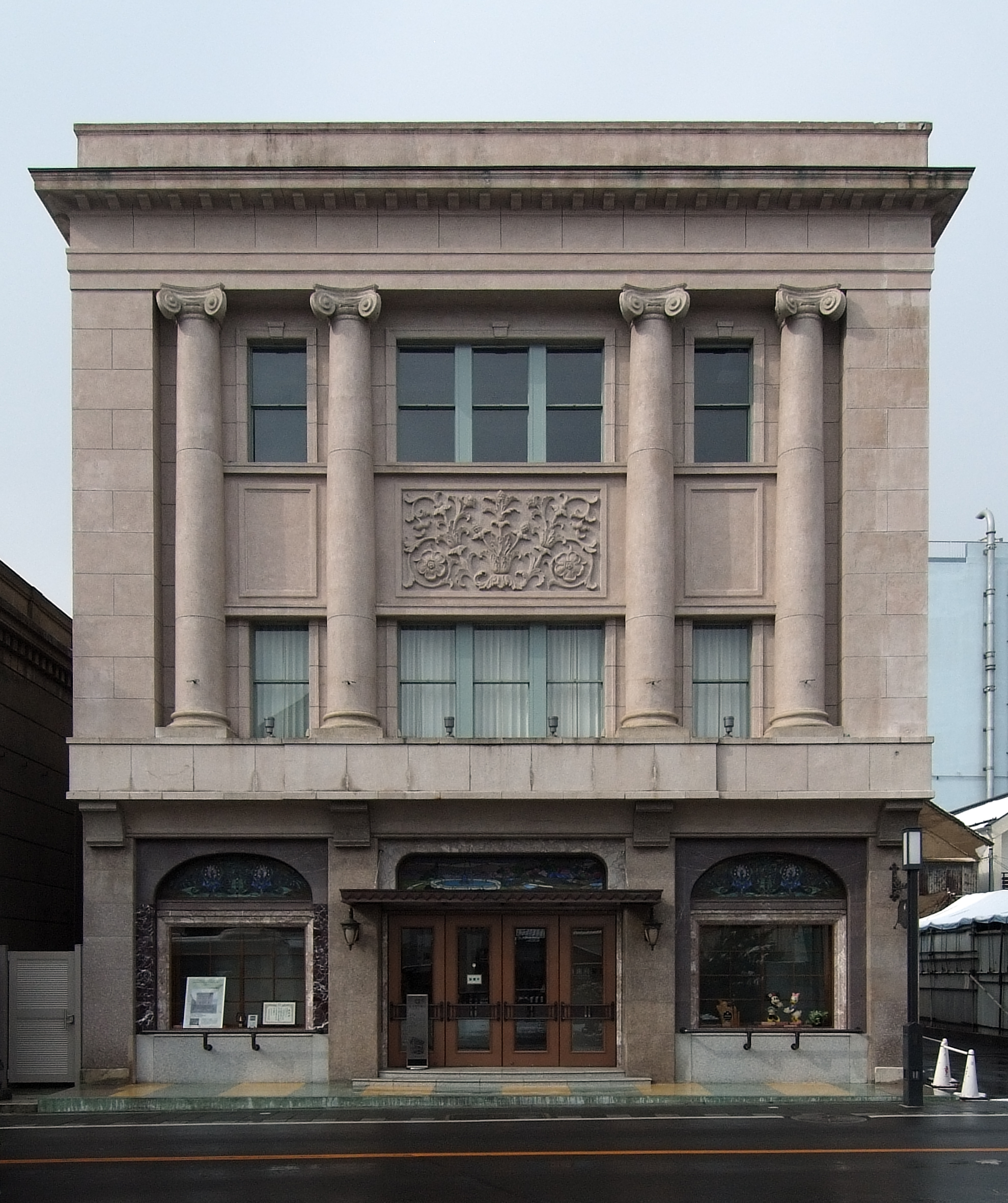
旧丸広川越本店（山吉デパート跡・現 保刈歯科醫院）

## 歴史

### 仲町から新富町へ移転
飯能から川越に進出するさいには、当時川越の中心部だった仲町で1000平方メートルを確保しての出店にこだわり、大久保竹治は1年近く土地の買収の為に自転車で走り回り、地権者との交渉をつづけていたが「飯能の丸木が店舗を探している」という噂を聞きつけた総合卸「山吉」が、「旧山吉デパート跡を使わないか」という話をもちかけた。
山吉デパート跡は丸木が求めていた仲町で1000平方メートル級の店舗だったため、山吉デパート跡への出店を決め川越に進出した。この一等地「仲町」では飯能店の売上を大幅に上回り丸木躍進の原動力となるばかりか川越の地域一番店として大繁盛していたが、このとき竹治はすでに次の一手を考え、川越上空にヘリコプターを飛ばして航空写真を用意、川越店移転案を練っていた。
マイカー時代の到来を予測していた竹治は次の川越店は大規模駐車場を確保することと移転後も増床ができるだけの土地が確保できる場所であることを条件に出店用地を検討、そのなかで現在の本店がある新富町周辺は住宅街で「三等地」と評価していたが竹治は「新富町は川越の中心になれる。その火付け役になろう」と訴え社内の大反対を押しきり3年の月日をかけて用地を確保、4階建て売場面積5718m2の新店舗を建て、川越本店は新富町へと移転した。

### リモデル
1998年（平成10年）9月に本館1階を総大理石の床にしたのをはじめ、本館6階までの各フロアと別館において総額50億円規模の大改装が行われた。それまでは生活密着型の品揃えで何でもあることが強みであったが、本店としての確立、都市型百貨店への転換を目指し、ファッションとギフトを重視した売り場づくりが行われた。
グランドオープン時にはそれまでの「まるひろ川越店」から「丸広川越本店」を名乗るようになり、グランドオープンの折り込みチラシやクレアモールに大量に飾られたグランドオープン告知フラッグには「丸広川越本店」と書かれていたがしばらくして再び「まるひろ川越店」に戻された。
「丸広川越本店」に変更する前から、多くの人に川越店が本店と認識されていたため、堅いイメージの「丸広川越本店」ではなく、やさしく馴染みやすく親しまれてきた「まるひろ川越店」に戻したのではないかと言われている。また、このリモデルを実施する前の年商は約380億円、リモデル後の年商目標はバブル期にも達成されなかった450億円だったが、リモデルから数年後に公表された年商は約400億円であった。

本館6階にはレストランフロアがあったが、建物の構造上、店舗と同じ時間に終了し、夜間時間帯の利用需要を取り込めないのが課題だった。そこで、2023年3月に別館2階と別館3階にレストランフロアを新規に開店。営業時間は10時30分から21時までとした。2024年3月には本館6階にあったファミリーレストランが閉店。7月には本館6階にあり、テナントとして出店していた残りの3店も閉店となった。

## フロア

### 本館
- 10階：さくら草ホール
- 9階：バンケットルーム
- 8階：バンケットルーム
- 7階：ペットコーナー/屋上　プレイコーナー
- 6階：子供服、玩具、レストラン、スクールコーナー
- 5階：リビング、催事場
- 4階：紳士服、紳士雑貨、スポーツ、ノジマ
- 3階：婦人服、呉服、時計・宝飾品、メガネ、リサイクルきもの、ユザワヤ、丸善
- 2階：婦人服、婦人雑貨、ビューティープラス
- 1階：婦人雑貨、化粧品、サービスカウンター
- 地下：食品[8]

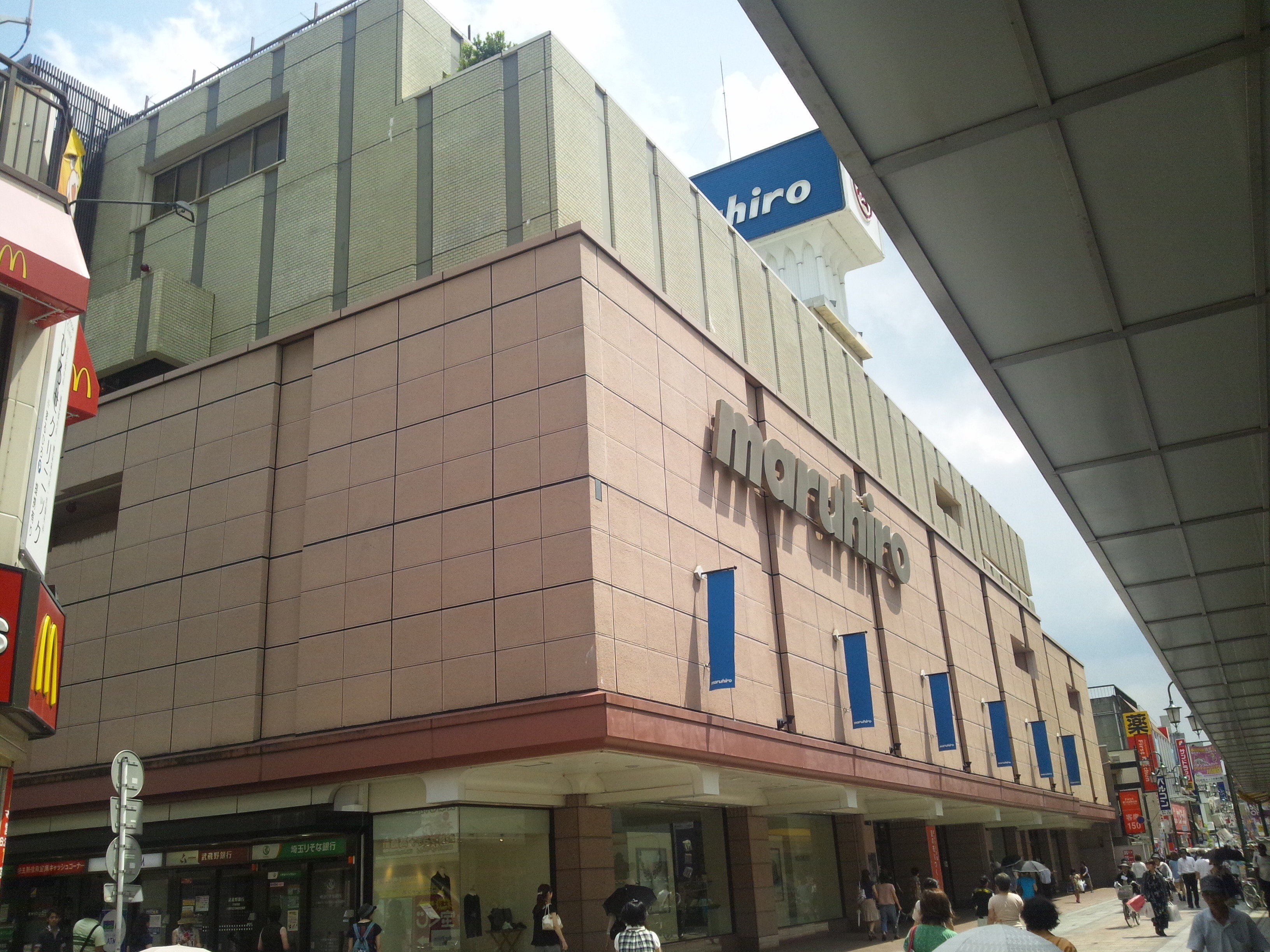
本館クレアモール側

### 多目的屋上広場
2021年6月9日、屋上遊園地「わんぱくランド」の跡地に人工芝の多目的屋上広場「エンジョイ広場」がオープンした。フリースペース「エンジョイホール」も併設されている。また、本館屋上には民部稲荷神社が鎮座している。

#### 本館屋上遊園
2019年（令和元年）9月1日まで屋上には遊園地「わんぱくランド」があった。
屋上遊園地「わんぱくランド」は1968年（昭和43年）10月に開園。運営は開園当初より有限会社中村製作所、後のナムコ→バンダイナムコエンターテインメント→バンダイナムコアミューズメントが行っていた。開園時より屋外定置式小型観覧車を設置・運行しており、「わんぱくホイール」は1992年（平成4年）から稼働していた日本で二番目に小さな観覧車である。このほかテントウムシ型モノレール、飛行機などの遊園施設があった。観覧車は1周りする間にカゴ自体も横に360度回転することで体を動かすことなく景色を楽しむことができた。テレビ東京系『空から日本を見てみよう』東武東上線編で放映され、テントウムシ型モノレールの先頭に描かれた顔は「浦安の人気者にそっくり」と言われた。また、Gacktが出演したキリンビバレッジの缶コーヒー「FIRE」のCMでも屋上遊園が使われ、Gacktが観覧車をバックにコイン式の馬に乗りながら熱唱するも最後は馬から振り落とされるコミカルなCMが撮影された。
「わんぱくランド」は店舗建物耐震化工事のため2019年（令和元年）9月1日をもって営業終了。これにより国内において屋上遊園地に小型観覧車が営業している店舗は「かまたえん」のみになった。

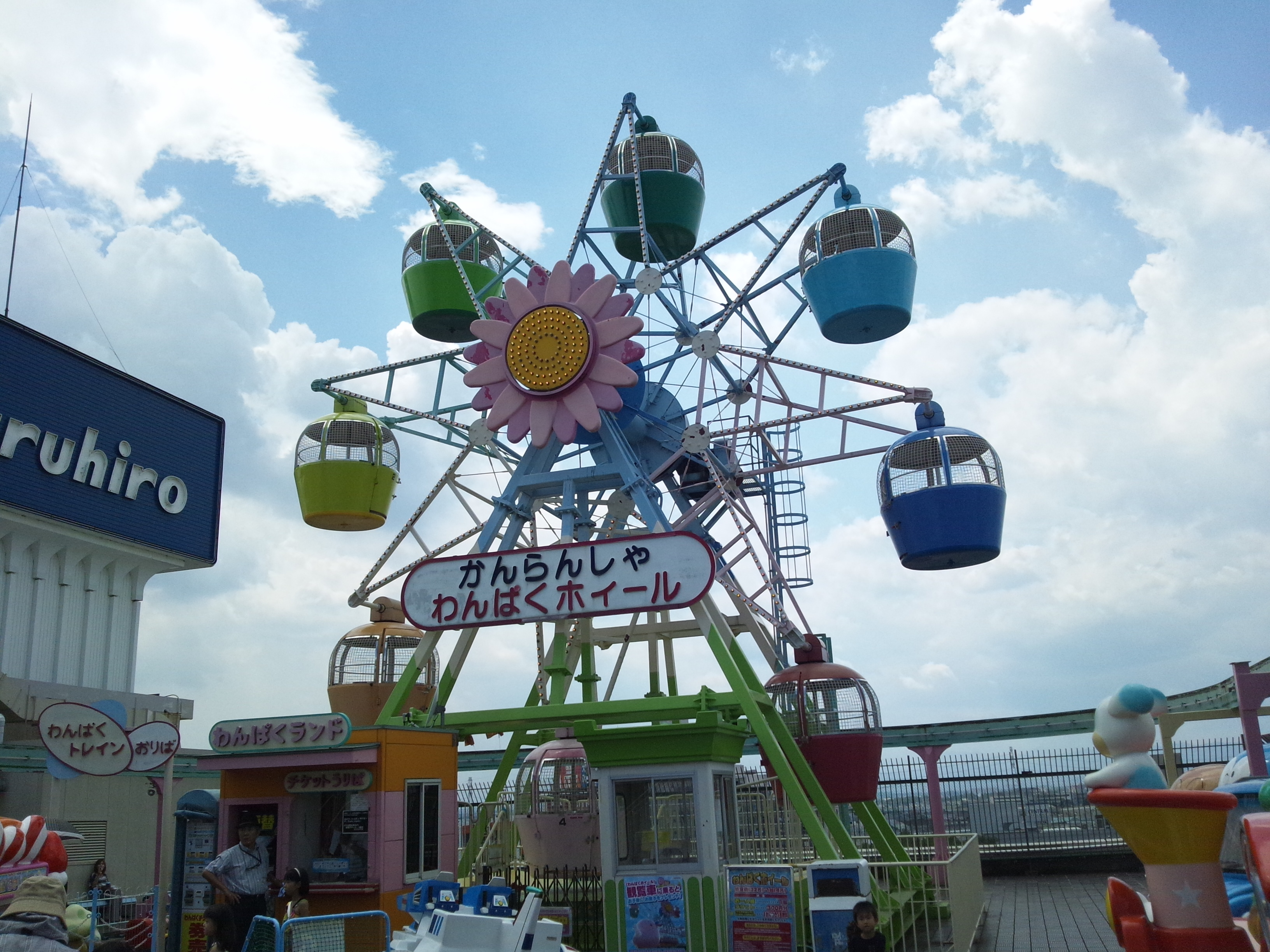
屋上遊園観覧車

#### 民部稲荷神社
本館屋上に鎮座する民部稲荷神社は、もとは梵心町（現・新富町2丁目）の梵心山にあったが、近くの川越八幡宮境内に移されていた。その後、民部稲荷神社は梵心山に再建されたが、同地に丸広百貨店川越店が開業することになり店舗屋上に遷座することになった。
民部稲荷神社は相撲好きのキツネである民部を祀ったもので足腰の健康にご利益があるといわれている。民部稲荷神社の由緒は毎日放送制作「まんが日本昔ばなし」で紹介されている。

### 別館
- 4階：サービスカウンター、画廊、旅行サービス、近畿日本ツーリスト
- 3階：レストラン
- 2階：レストラン
- 1階：タカノフルーツパーラー、新宿高野

本館は別館に隣接している。

### アネックスA館
- 5階：ソフマップギガストア川越店
- 4階：ソフマップギガストア川越店
- 3階：山野楽器川越店
- 2階：紀伊国屋書店川越店
- 1階：紀伊国屋書店川越店、ほけんの窓口、Rベイカー
- 地下：カルド、ソシェ・ソシェ アヴェダ

アネックスAは、本館からやや離れた、川越駅寄りにある。元々丸広が所有する土地であり、1961年に長崎屋に売却して長崎屋川越店として開店。1997年に丸広に土地と建物を売却（返還）。長崎屋はその後、丸広からリースバックして営業した後2001年に閉店したため、まるひろタウン化構想戦略を打ち出し川越店アネックスとして開業した。ロフトやユニクロも入居していたこともあるが、ロフトは2004年にルミネ川越、ユニクロは2012年にアトレマルヒロへ移転した。
店舗面積は6,190m2。

### アネックスB館
- 1階：MaxMara weekend、くらづくり本舗新富町店、レ・フルールマルヒロ(フラワーショップ)

### アネックスC館
- 2階：Afternoon Teaリビング、Afternoon Tea ティールーム
- 1階：サザビー、ノジェス、アニエス・ベー、Afternoon Teaベーカリー、マキシン

アネックスB・Cは、本館のクレアモールを挟んだ向かい側にある。

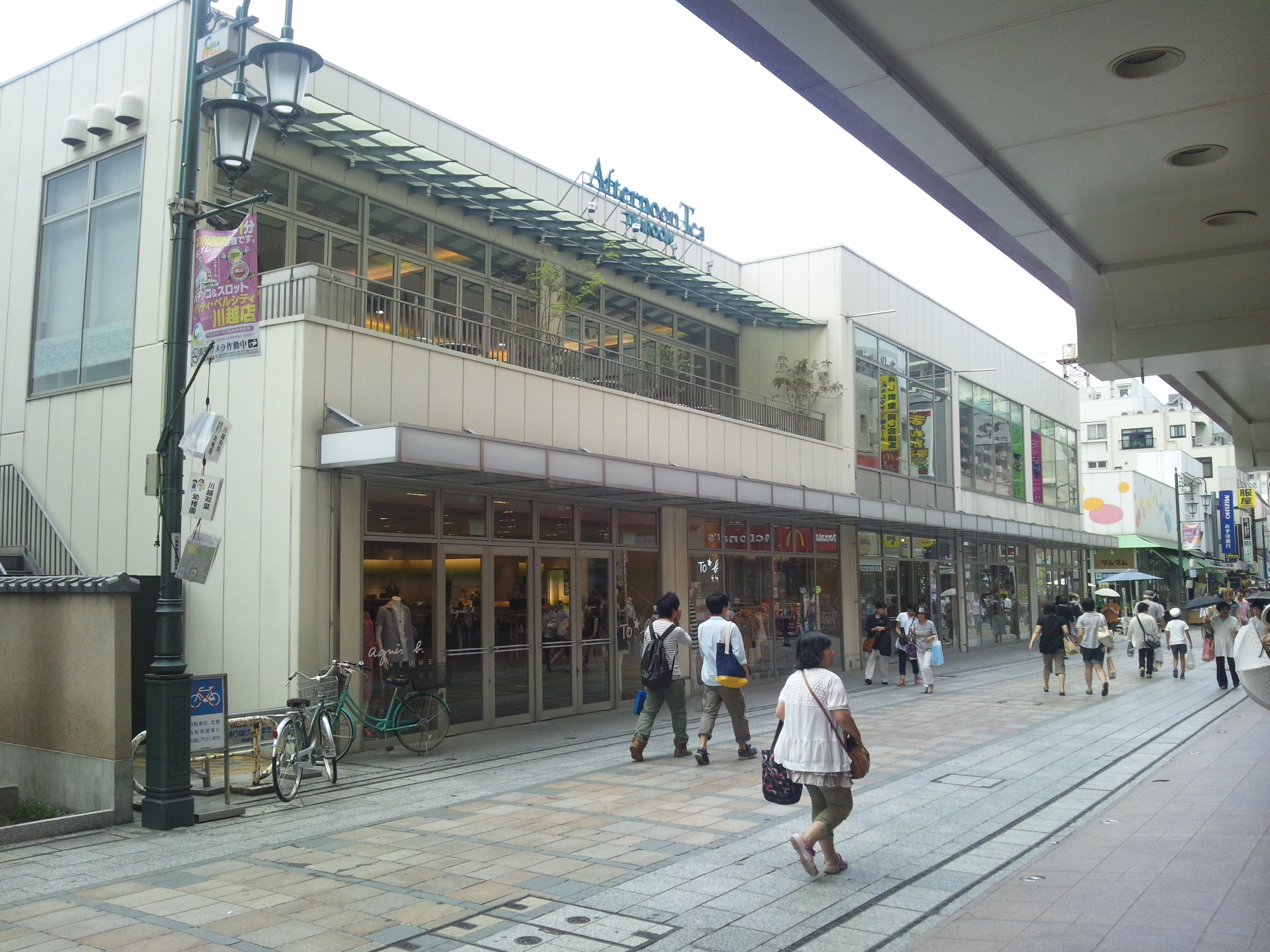
アネックスC

### アネックスD館
アネックスD館はアネックスA館から本館側に向かって間に1店舗挟んだ場所にある。2019年2月までGAPが入居していたが、同年9月に上尾市に本社を置くベルーナの初の路面店が開業。複合店舗として同社の4ブランドを取り扱っていたが2022年7月末で閉店。
GAP時代の売場構成は1階がウィメンズ・ベビー、2階がメンズ・キッズ。

### アネックスE館
- 1階：スギ薬局

## まるひろタウン化構想
川越本店と、同じ川越市内にあるアトレマルヒロを結ぶクレアモールにアネックス形態での店舗を積極展開し、ショッピングセンター機能を持つ街づくりを推進する構想で丸広だけの個ではなく川越エリア全体でとらえ、地域のと共に経済や文化を発展させていくことを目指しているものであり、地域に根差し地域の皆で栄えていこうという創業者、大久保竹治の理念に沿った戦略である。

## アクセス
- 西武新宿線本川越駅より、徒歩5分
- 東武東上線、JR川越線・川越駅東口より、クレアモールを徒歩10分
- 車の場合は、北側の旧川越街道から買い物金額に応じて無料の駐車場に入ることが出来る